# Isham Jones
Isham Edgar Jones (Coalton, Ohio, 31 de janeiro de 1894 – Hollywood, Flórida, 19 de outubro de 1956) foi um saxofonista, baixista, maestro, compositor e líder de banda norte-americano.

## Biografia

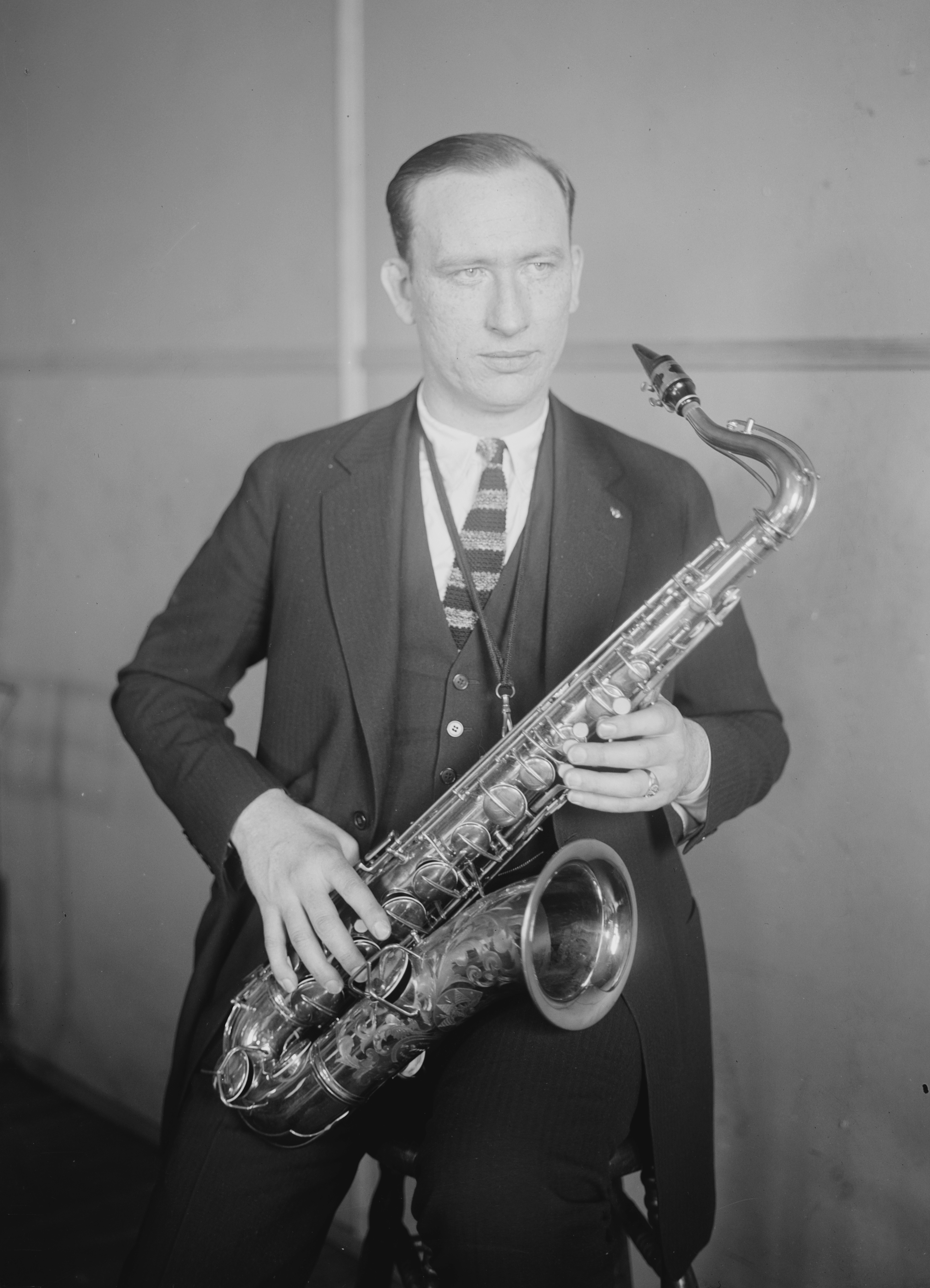
Isham Jones

Nascido na vila de Coalton, no estado de Ohio, passou sua adolescência em Saginaw, interior de Michigan. No início de sua carreira, ele era um saxofonista em bandas de baile e começou a sua própria orquestra em turnê por todo os Estados Unidos e na Europa, apresentando em casas noturnas, hotéis, teatros, salões de baile. Jones também trabalhou com Gus Kahn, Jack Yellen, Charles Newman, Gordon Jenkins.
Isham Jones atuou em várias bandas nos anos de 1920 e 1930, mas o seu maior legado foi como compositor, tendo composto os sucessos "It Had to Be You," "On the Alamo," "I'll See You in My Dreams", "The One I Love Belongs to Somebody Else," e "There Is No Greater Love", entre outros.